# Hradiště (Hřebeny)
Hradiště (391 m n. m.) je kopec na pravém břehu Vltavy, mezi Zbraslaví a Dolními Břežany. Tyčí se nad Břežanským údolím, kterým prochází jižní hranice Prahy. Podle geomorfologického členění patří do Brdské vrchoviny a jejího podcelku Hřebeny, přestože se nachází na opačném břehu Vltavy. Tvoří výraznou krajinnou dominantu, výškový rozdíl mezi hladinou Vltavy a vrcholem je 200 metrů.

## Oppidum Závist
Na svazích Hradiště a sousedního kopce Šance se rozkládalo oppidum Závist, největší keltské oppidum v Čechách. Pozůstatky oppida jsou chráněny jako kulturní památka.
První Keltové se ve střední části vrchu usídlili v 6. století př. n. l. Maximální rozlohy 118 hektarů dosáhlo oppidum v 2. století př. n. l., kdy mělo přibližně 1500–3500 obyvatel. Domy byly většinou jednoprostorové, případně dělené jednoduchými příčkami. Mezi nimi byla síť hlavních a vedlejších cest, které navazovaly na několik vstupních bran. Při archeologickém výzkumu v 70. letech byly objeveny zbytky tkalcovského stavu, kovářské dílny, kuchyňské keramiky, importovaného skla a bronzových nádob.
V 1. století bylo oppidum pravděpodobně přepadeno germánskými válečníky a při následné bitvě dobyto a obsazeno. V dalších letech toto strategicky výhodné místo Germáni využívali, ale postupně ztrácelo na významu a zanikalo. Posledním důkazem o osídlení Závisti je nález malého slovanského pohřebiště z první poloviny 10. století.

## Přístup
Vrchol Hradiště je přístupný po značených cestách ze tří směrů:
- Od severozápadu, kde se nachází nádraží Praha-Zbraslav a také parkoviště, vedou hned tři značené cesty. Nejpřímější je žlutě značená turistická cesta 6078, která vede kolem arcibiskupského altánu přímo na vrchol. Modře značená turistická cesta 1035 vede skrz lesní zookoutek a dál Břežanským údolím, z kterého vystoupá k rozcestí Hradiště, kde se napojuje na žlutou cestu 6078 a také na naučnou stezku[3]. Zeleně značená turistická cesta 3036 vede mezi žlutou a modrou a nabízí pěkné výhledy do Břežanského údolí.
- Od jihozápadu hluboce zaříznutým Károvským údolím z osady Jarov, odkud vede druhá část žlutě značené cesty 6078 k rozcestí Hradiště.
- Od východu z rozcestí Hradiště, kam lze dojít i po modré značce 1035 z parkoviště K Závisti ve směru od Lhoty, nebo po zelené značce 3036 od Dolních Břežan.

Vrchol se nachází na západním okraji vrcholové plošiny, na které se rozkládala akropole oppida Závist.

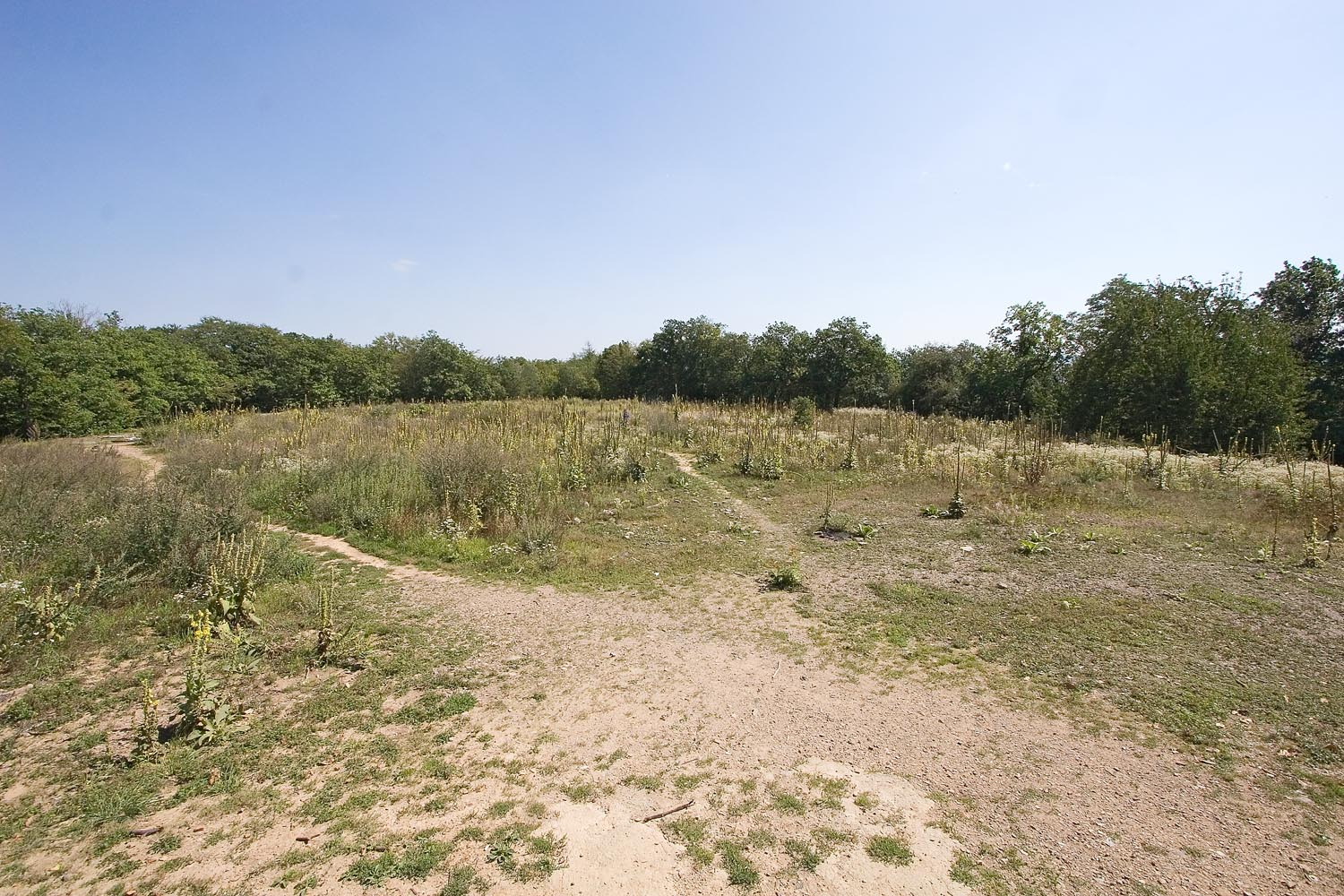
Bývalá akropole na vrcholu